# Albéric Van Stappen
Albéric Joseph François Van Stappen (Dendermonde, 4 september 1875 - Schaarbeek, 24 mei 1934) was een Belgisch politicus voor de Katholieke Partij.

## Levensloop
Van Stappen was notaris, na studies aan de Katholieke Universiteit Leuven.
Hij werd gemeenteraadslid en burgemeester (1920-1934) in Dendermonde. Hij was tevens senator (1931-1934) voor de Katholieke Partij in het kiesarrondissement Dendermonde.
In Dendermonde is een straat naar hem vernoemd.